# Monticolaria kilimandjarica
Monticolaria kilimandjarica är en insektsart som beskrevs av Sjöstedt 1909. Monticolaria kilimandjarica ingår i släktet Monticolaria och familjen vårtbitare. Inga underarter finns listade i Catalogue of Life.